# 阿尔德韦拉德列斯托斯
阿尔德韦拉德列斯托斯，是西班牙阿拉贡自治区萨拉戈萨省的一个市镇。 总面积38平方公里，总人口37人（2001年），人口密度1人/平方公里。